# Ochotona curzoniae
Ochotona curzoniae або пискуха чорногуба — вид зайцеподібних гризунів родини Пискухові (Ochotonidae).

## Зовнішній вигляд
Довжина тіла пискухи до 25 см, вага від 140 до 200 г. Шерсть коротка, густа, сіро-коричневого кольору з жовтуватим відтінком на плечах і спині. живіт білого кольору. Прикметною особливістю є чорна шкіра навколо губ.

## Поширення
Цей вид пискух мешкає в гірських районах Тибету і в прилеглих районах заходу Китаю, в індійському штаті Сіккім і північному Непалі. Зустрічається на висоті до 5300 м над рівнем моря..

## Спосіб життя
Ведуть денний спосіб життя. Живуть моногамними сімейними группами, що складаються з однієї дорослої пари і 5-10 молодих тварин, народжених протягом року. Нори можуть досягати 8 метрів в довжину, однак вони зазвичай не заглиблюються вниз глибше, ніж на 40 см. Нора зазвичає має лише один вхід і вихід. Охороною території і вигляданням можливої небезпеки займаються самці; самки добувають їжу і облаштовують житло.

## Харчування
Харчуються будь-якою рослинною їжею, від трав до лишайників.

## Розмноження
Вагітність триває 21-25 днів, народжується від 2 до 5 дитинчат. Період вигодовування триває близько трьох тижнів. Навесні, у віці 5-10 місяців молоді особини покидають батьківську територію і формують нові сім'ї. Середня тривалість життя становить 2 роки.

## Збереження
МСОП вважає цей вид таким, що не потребує особливого збереження. Це пов'язано з великим ареалом виду і численністю його представників.